# Paul Peytral
Paul Peytral (ur. 20 stycznia 1842, zm. 30 listopada 1919) – francuski polityk.
Paul Peytral urodził się w 1842 roku w Marsylii. Swoją karierę polityczną rozpoczął w 1881 roku kiedy po raz pierwszy został wybrany do Zgromadzenia Narodowego z regionu Delta Rodanu. Do 1894, mianowany trzykrotnie ministrem finansów, a także w 1893 roku ministrem spraw wewnętrznych w rządzie Alexandra Ribota. W 1894 wybrany do Senatu. Urząd senatora pełnił, aż do swojej śmierci w 1919 roku. Przez całą karierę polityczną był związany z centroprawicową Partią Radykalną, której był aktywnym członkiem.
Paul Peytral zmarł w 1919 roku w Marsylii w wieku 77 lat.